# Merckle SM 67
Der Merckle SM 67 war der erste deutsche von einer Turbine angetriebene Hubschrauber.

## Geschichte
Der Auftrag zur Entwicklung wurde 1957 vom Bundesverteidigungsministerium erteilt. Von der Auslegung war er der Alouette II ähnlich. Das erste Versuchsmuster absolvierte am 7. Juli 1959 erfolgreich seinen Abnahmeflug. Das bemerkenswert geringe Vibrationsniveau wurde im Abnahmebericht ebenso hervorgehoben wie die gute Steuerbarkeit und Stabilität. Es folgten deshalb noch zwei weitere Versuchsmaschinen, in denen die mit dem Prototyp gewonnenen Erfahrungen berücksichtigt wurden.
Eine Maschine wurde bei der Erprobung durch Unfall zerstört.
Dass sich die Bundeswehr im Wettbewerb um einen 5-sitzigen Verbindungshubschrauber für die SE-3130 Alouette II entschied, lag vor allem an der früheren Verfügbarkeit des Musters.

## Verbleib
Das Versuchsmuster V2 diente dann bei MBB als Prüfstand für Komponenten der Bo 105. Zusammen mit dem weiteren, noch erhaltenen Versuchsmuster V3 wurde es später zu der Maschine zusammengesetzt, welche heute im Hubschraubermuseum Bückeburg zu besichtigen ist.

## Technische Daten
| Kenngröße        | Daten                                                          |
| ---------------- | -------------------------------------------------------------- |
| Besatzung        | 1 Pilot + 4 Passagiere (vorn 2, hinten 3 nebeneinander)        |
| Rumpflänge       | 10,02 m                                                        |
| Rotordurchmesser | 10,50 m                                                        |
| Höhe             | 2,80 m                                                         |
| Startmasse       | 1700 kg                                                        |
| Reichweite       | 300 km                                                         |
| Triebwerk        | eine Turboméca-Artouste-IIC-Freilauf-Wellenturbine mit 406 WPS |